# Attentat du train Alger-El Affroun
L'attentat du train Alger-El Affroun est une attaque terroriste islamiste à la bombe perpétrée contre le train Alger-El Affroun le 23 février 1998. Le bilan définitif fait état de 18 morts et 25 blessés.

## Déroulement
Le 23 février 1998, une bombe explose au passage du Train Alger-El Affroun au PK 34 500, dans le territoire de la commune de Boufarik.